# JVPC
Joint Venture Protective Carbine  (JVPC), до 2014 року відомий під назвою Modern Sub Machine Carbine  (MSMC) — індійський автоматичний карабін, розроблений Науково-дослідним відділом озброєння (далі ARDE) Організації оборонних досліджень і розробок (DRDO) і виготовлений компаніями Advanced Weapons and Equipment India та Kalyani Strategic Systems. Створений для заміни на озброєнні Збройних сил Індії британського 9-мм пістолета-кулемета Sterling L2 .

## Історія
Розробка карабіна була однією з цілей програми Індійської системи стрілецької зброї кінця 1980-х років, у рамках якої була розроблена штурмова гвинтівка INSAS. Карабін на базі цієї гвинтівки був розроблений ще на початку 2000-х років, але його було відхилено: через використання набоїв 5,56×45 мм НАТО він мав сильніший відбій, ніж зазвичай має карабін такого розміру . У 2002 році Генштаб армії випустив переглянуту специфікацію для нового автоматного карабіна, у відповідь на яку Ordnance Factory Board (далі OFB) і ARDE незалежно один від одного розробили два карабіни — Amogh і MSMC відповідно. Обидва ці карабіни були розроблені під значно легший патрон 5,56×30 мм MINSAS .
Випробування прототипів у 2006—2009 роках визначили, що обидва карабіни не відповідають вимогам, встановленим армією. У 2010 році лабораторія ARDE та OFB у співпраці зайнялися вдосконаленням MSMC . Перероблений MSMC був перейменований у Joint Venture Protective Carbine (JVPC), і у 2013 його прототипи були запропоновані армії для випробувань, що тривали з 2016 по 2021 рік . Серед іншого, JVPC пройшов випробування на точність і надійність в екстремальних температурних умовах Індії, як в екстремально спекотній погоді, так і на великій висоті в зимових умовах. Остаточні випробування проводилися в холодній пустелі Ладакх за температури нижче нуля .
JVPC був публічно представлений на виставці DSEI 2023 у Великобританії .

## Дизайн
Повна довжина JVPC становить 745 мм, при складеному прикладі — 552 мм, довжина ствола –300 мм. Приклад висувний. Верхня частина ствольної коробки прототипів була виготовлена зі штампованого металевого листа, тоді як серійні моделі виготовлені за допомогою технології лиття металу під тиском. Нижня частина ствольної коробки в основному виготовлена з полімеру. Встановлено дві рейку Пікатінні MIL-STD-1913 . Є можливість оснастити ствол насадками, такими як глушник і багнет — кріплення для другого розташоване над стволом перед ствольною коробкою.
JVPC призначений для стрільби набоями 5,56×30 мм MINSAS. Початкова швидкість кулі становить 650 м/с, ефективна дальність стрільби — 200—300 м. Можливі два режими вогню — одиночний і повністю автоматичний; при другому вогонь ведеться зі швидкістю 800—900 пострілів/хв. Селектор вогню двосторонній, що дозволяє зручне користування будь-якою рукою.
Живлення магазинне, 30 набоїв. Подібно до пістолета-кулемета Uzi, магазин JVPC вставляється через пістолетне руків'я з магазинним отвором . Ергономічний дизайн пістолетного руків'я, низький відбій та компактні розміри JVPC дозволяють користувачеві стріляти з нього, як з пістолета .

## Оператори
- Індія:
  - центральні сили промислової безпеки [9];
  - центральні резервні поліцейські сили [9];
  - поліція штату Чхаттісгарх[en];
  - поліція Делі.

## У популярній культурі
MSMC присутній у відеогрі Call of Duty: Black Ops II, де з'явився ще у 2012 році, тобто до того, як був поставлений на озброєння у реальному житті .